# Иглу

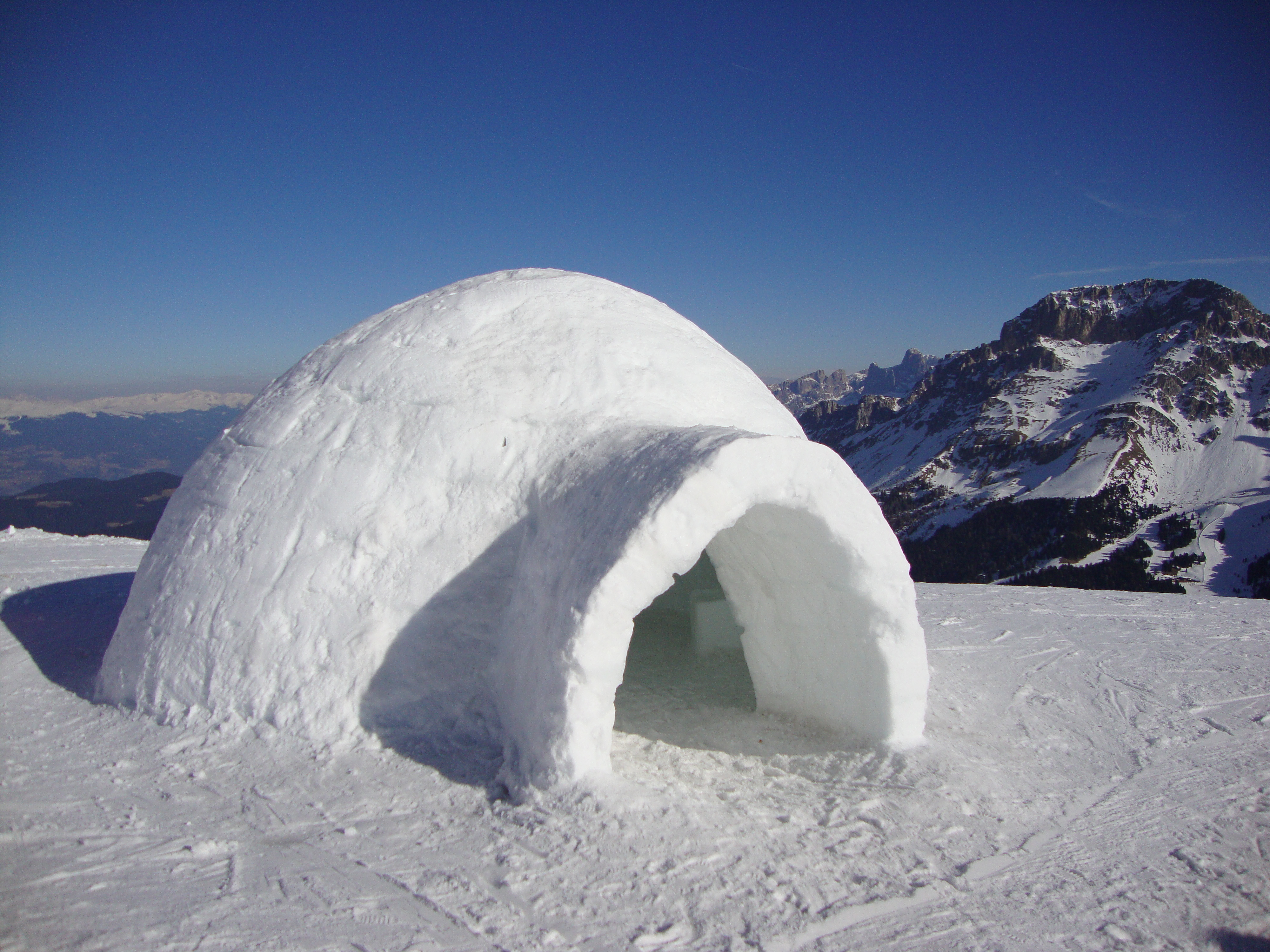
Иглу, сложенное на Аляске

И́глу (инуктитут ᐃᒡᓗ, iglu «дом») — зимнее жилище канадских эскимосов, тип народной архитектуры.

## Возведение
Считается, что канадские эскимосы использовали иглу, по крайней мере, со второй половины I тысячелетия до н. э. (эпоха Туле (350—320 гг. до н. э.)). Этот вывод основывается на обнаружении большого количества специальных снеговых ножей в местах их обитания, датируемых тем периодом. Со временем у этих народов Канадской Арктики такие хижины стали основным типом жилья.
Дальнейшее расширение их использования вызвали физико-географические факторы — поднятие уровня прибрежного морского дна. Это затруднило лов китов в прибрежной зоне, так как они стали дальше появляться от прежних мест обитания. Сокращение возможностей для китобойного промысла привело к значительной перестройке уклада жизни эскимосов. Они были вынуждены уйти с насиженных мест на берегу, где обычно возводились стационарные жилища-полуземлянки в зимних поселениях, и заняться более удалёнными способами добычи пищи — охотой на тюленей, моржей, карибу. Использование иглу, построенных на морском льду, сокращало время пути с берега и обратно, а после уменьшения объектов прибрежного промысла можно было быстро и без особых затрат переместить селение с одного места на другое. По свидетельству К. Расмуссена, эскимос в одиночку сооружает иглу меньше, чем за 45 минут.
Из числа известных людей европейского происхождения первыми научились строить иглу члены экспедиции норвежского полярного путешественника Руаля Амундсена, а несколько позже — канадец исландского происхождения Вильялмур Стефансон. Амундсена и его спутников (Годфрид Хансен, Педер Риствед, Хелмер Хансен) учил возводить снежную хижину эскимос-нетсилик Тераию, что имело место во время экспедиции 1903—1906 годов во время первого в истории покорения Северо-Западного прохода. Первоначально европейцы наблюдали как этим занимается их учитель, а несколько позже смогли это делать уже и самостоятельно. При этом в качестве инструментов использовались традиционные местные приспособления. Про приобретение навыков строительства неоднократно упоминается в дневниковых записях норвежца. Обычно путешественники разделялись на две группы по два человека и до полудня (примерно за три часа) им удавалось возвести два иглу. По тому поводу Амудсен заметил: «Практики не хватает, но она появится позже. Само по себе строительство совсем не сложно».
Иглу возможно создать двумя способами: кольцевым и спиральным, причём эскимосы предпочитают второй. Снежная хижина представляет собой куполообразную постройку диаметром 2—4 метра (реже — 9 метров) и высотой около 2 метров (иногда — до 3,5 метров) из уплотнённых ветром снежных или ледяных блоков. Её стенки также могут быть «вырезаны» из подходящего по размеру и плотности сугроба.
Очень важным фактором являются свойства снега, из которого иглу возводится, так как он должен обладать необходимой плотностью. Проверить его качество можно следующим образом: если человек в меховой обуви в нём не проваливался, а его след составлял около 2 сантиметров в глубину, то такой снег пригоден для возведения иглу. Кроме того, проверялось, отвечает ли снег необходимым условиям следующим образом: при шагах по нему он должен хрустеть, а достаточная плотность определялась щупом. Считается, что наилучшими свойствами обладает снег, выпавший в результате одного снегопада, так как блоки из неоднородного снега могут распадаться на пласты. Непригоден и свежевыпавший снег, так как он должен уплотниться на протяжении нескольких дней при низких температурах и воздействии ветра.
После выбора необходимого материала из него специальным снежным ножом вырезались блоки, вес каждого из которых составлял 20—40 кг. Размер и объём этих плит зависел от плотности снега. Чаще всего длина находится в диапазоне от 50 до 100 см, ширина — от 30 до 50 см, толщина — от 10 до 20 см. Несмотря на отбор, снежные блоки часто бывают испещрены трещинами. В связи с этим разрывы замазывают рыхлым снегом, что приводит к тому, что на морозе щели заполняются, становясь одним целым с блоками. После этого на спрессованную снежную поверхность по часовой стрелке устанавливали по спирали блоки с таким расчётом, чтобы они под небольшим, направленным вовнутрь наклоном образовывали полусферическую (куполообразную) конструкцию. Для этого в основании формируется плавный подъём, а каждый вышестоящий уровень плит наклонялся внутрь более предыдущего: «Угол наклона кирпичей должен постепенно увеличиваться от 0° в первом нижнем слое до 90° в последнем слое, примыкающем к вершине сферического купола. Кроме того, с каждым очередным витком винтовой поверхности размеры снежных кирпичей должны уменьшаться».
Необходимые конструктивные качества стен достигались при помощи ножа, которым обрабатывались поверхности блоков: «Подгонка кирпичей осуществляется по месту их установки. При этом боковые грани подрезаются так, чтобы длина верхней грани кирпича каждого последующего ряда постепенно уменьшалась, а форма кирпича напоминала форму неправильной трапеции». Кроме того, как и при традиционной кирпичной кладке, при установке блоков каждый верхний из них покрывает нижний. Последним элементом закрывается дыра в своде, путём передачи блока строителю, находившемуся внутри иглу. После этого при помощи снега заделывались различные щели и отверстия.
При рыхлом снеге, не позволяющем делать блоки, сооружается большой сугроб, который под своим весом прессуется и позволяет выдерживать большой вес. Секрет строительства хижины-иглу заключается в особой форме плит, позволяющей складывать хижину в виде «улитки», постепенно сужающейся к своду. Важным также является способ установки плит с опорой на предыдущие в трёх точках. Для большей устойчивости конструкцию поливают водой с внешней стороны: она выдерживается на морозе и уже через 10—15 минут её элементы смерзаются, повышая прочность. Этому способствует и следующий шаг — внутреннее прогревание при помощи жировой (масляной) лампы. В этом случае внутреннее тепло протапливает снег, он проседает и образуется монолитный купол. После этого открывали доступ холодному воздуху, который замораживал подтаивавшие поверхности, в результате чего появлялась ледяная корочка. Это предотвращало от осыпания снега и прилипания одежды к стенам. Под действием таких факторов иглу становится настолько крепким, что может выдержать вес нескольких человек и даже белого медведя — такие случаи имели место.

## Описание
При глубоком снеге вход обычно устраивается в полу, ко входу прорывается коридор (тоннель). Внешний вход выше внутреннего — 1,5 метра, а чтобы попасть в помещение. приходится пройти на четвереньках и лишь там выпрямиться. При неглубоком снеге вход устраивается в стене, к которой достраивается дополнительный коридор из снежных блоков. Крайне важно, чтобы вход в иглу был ниже уровня пола — это обеспечивает отток из постройки тяжёлого углекислого газа и приток взамен более лёгкого кислорода, а также не позволяет уходить более лёгкому тёплому воздуху. Способствуют вентиляции и сильные северные ветры. На ночь вход загораживают большим куском снежного монолита. Свет в иглу проникает прямо через стены (этого достаточно для письма и чтения в пасмурную погоду без искусственных источников освещения), хотя устраиваются окна из тюленьих кишок или пресноводного льда — в период полярной ночи. Эскимосы могут строить целые посёлки из хижин иглу, соединённых переходами.
В зависимости от размеров и назначения иглу обычно подразделяют на три вида:
- самые маленькие хижины служат временным убежищем на две-три ночи, их строят и используют во время охоты, часто на морском льду;
- следующий тип полупостоянной иглу — семейное жильё среднего размера, обычно это однокомнатное помещение для одной или двух семей; из жилищ такого типа образовывались небольшие селения;
- самые большие иглу состоят из двух построек: одно из них — временное, для особых целей, другое устанавливалось рядом — для жилых; такие сооружения могут иметь до пяти комнат, в которых может проживать до 20 человек, большие иглу могли строиться из нескольких меньших, соединённых между собой с помощью туннелей и имеющих общий выход снаружи; такие иглу использовались для общинных праздников и традиционных танцев.

Метод сложения снежных блоков

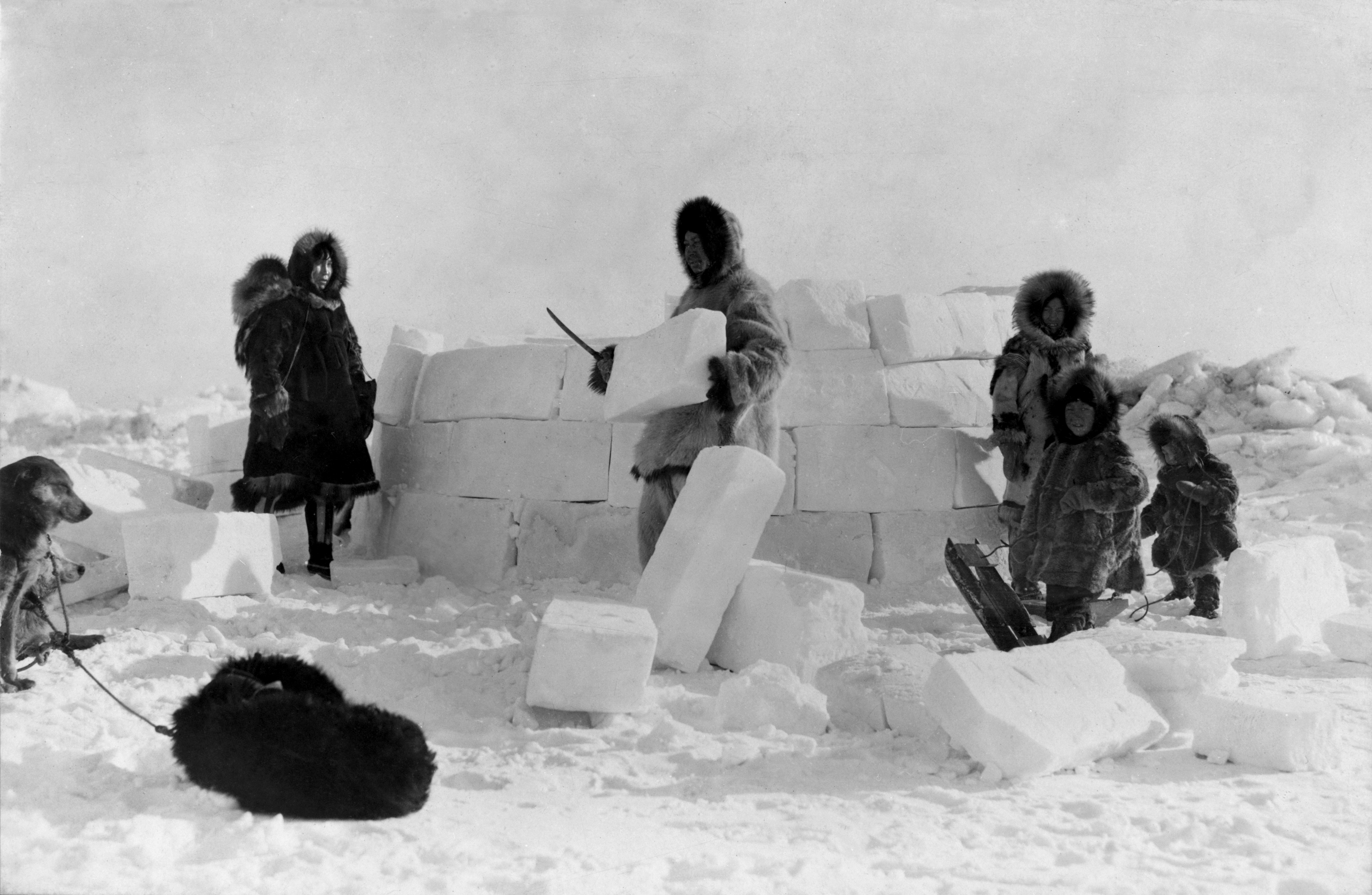
Эскимосы строят иглу, 1924 год

Внутреннее помещение обычно застилается шкурами, иногда шкурами покрываются и стены. Для обогрева жилища и дополнительного его освещения используются плошки-жирники. В результате нагревания внутренние поверхности стен оплавляются, что придаёт сооружению дополнительную прочность. Стены не тают, так как снег легко выводит избыточное тепло из хижины наружу. По этой причине в хижине может поддерживаться пригодная для жизни человека температура. Кроме того, снежная хижина впитывает изнутри излишнюю влагу, в результате чего в хижине достаточно сухо. Снег является прекрасным теплоизолятором (на уровне примерно газобетона), благодаря содержащемуся внутри воздуху; его теплопроводность примерно в 20 раз ниже, чем у льда, и в 15 ниже, чем у бетона. При наружной температуре −45 °C, температура внутри обычно — от −7 до 16 °C, причём только за счёт нагрева от человеческого тела, а при использовании огня — ещё выше.

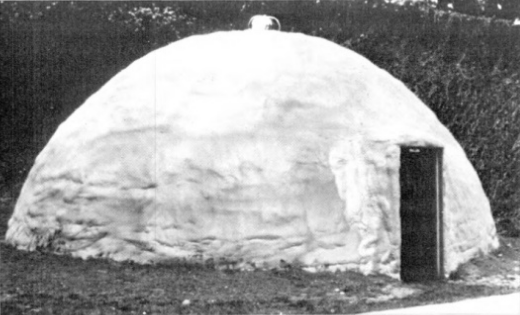
Полиуретановое иглу быстрого возведения, разработанное Строительной лабораторией Армии США (1982)

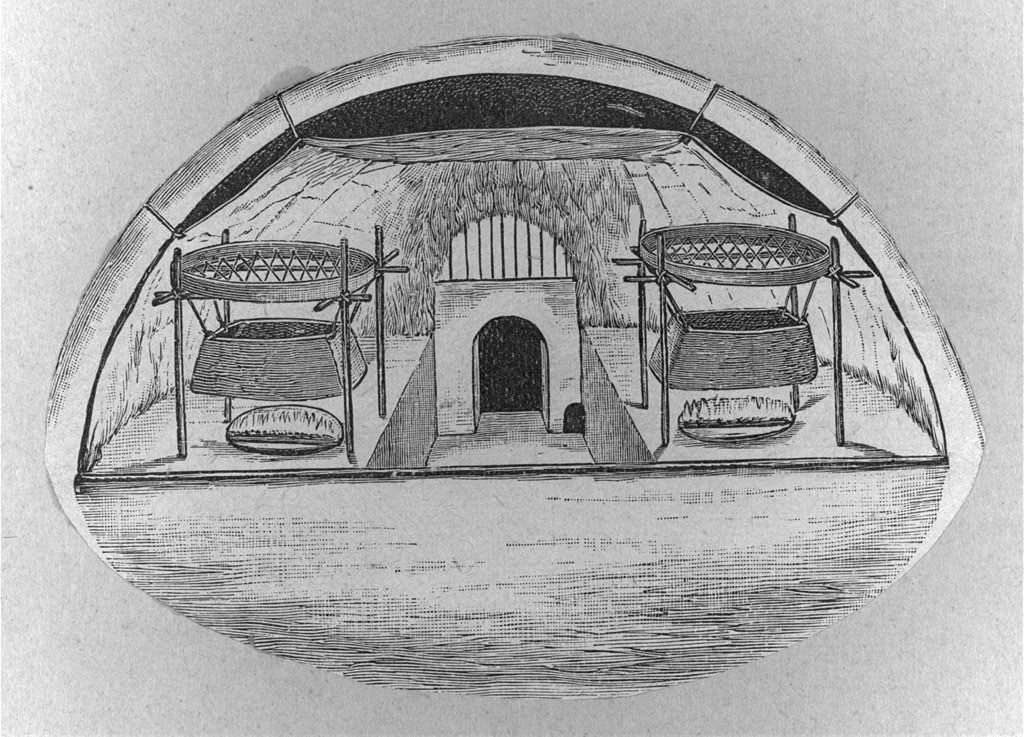
Интерьер

В настоящее время хижины иглу применяются также в лыжном туризме как аварийное жильё на случай проблем с палаткой или долгого ожидания улучшения погоды. Сейчас при подготовке к лыжным походам иногда проводятся занятия по строительству хижин иглу. Строительство небольшого иглу занимает не более 1 часа. Они достаточно прочные.
Иногда народы Севера соединяли отдельные иглу наглухо крытыми «коридорами», также сложенными снежными блоками. Таким образом образовывался «посёлок», внутри которого можно было свободно перемещаться без выхода наружу, что было необыкновенно удобно в сильные морозы или в пургу.

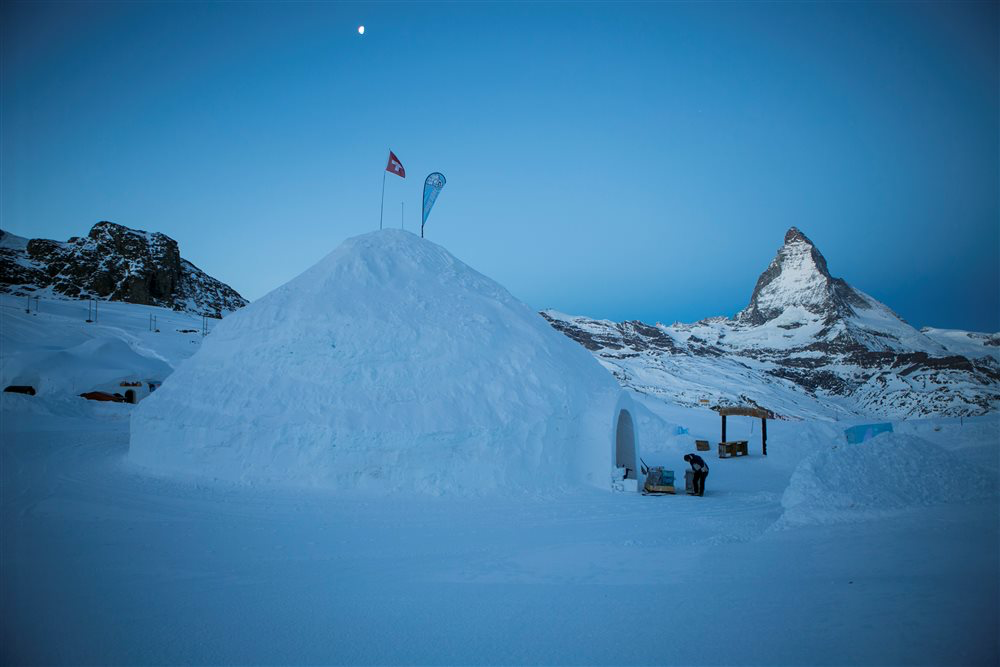
Иглу-гигант в Швейцарии

### Иглу-гигант
Самое большое в мире иглу было построено в 2016 году в Церматте (Швейцария) как часть «Деревни иглу» в Церматте. Примерно за 2000 часов команда из 14 человек построила иглу из 1400 снежных блоков. Итог попал в Книгу рекордов Гиннесса. Иглу, построенное к 20-летнему юбилею населённого пункта, имеет диаметр 12,9 метров и высоту 9,92 метра. В общей сложности, на него ушло 1387 снежных блоков. Внутри имеются спальня, бар, ресторан и спа-центр.